# Pleiskirchen
Pleiskirchen – gmina w Niemczech, w kraju związkowym Bawaria, w rejencji Górna Bawaria, w regionie Südostoberbayern, w powiecie Altötting. Leży około 12 km na północny zachód od Altötting. Najbardziej na północ wysunięta gmina w powiecie.

## Polityka
Rada gminy składa się z 14 osób.
|      | CSU/Niezależni | SPD | FW | Zieloni | FDP | Razem |
| 2008 | 14             | –   | 14 |         |     |       |
| 2002 | 13             | 1   | 14 |         |     |       |

## Osoby urodzone w Pleiskirchen
- Fredl Fesl – bawarski muzyk, piosenkarz
- Georg Ratzinger – duchowny katolicki, dyrygent chórów kościelnych, brat papieża Benedykta XVI